# Halle-Ingooigem 2018
La 71e édition de Halle-Ingooigem a lieu le 19 juin 2018. Elle fait partie du calendrier UCI Europe Tour 2018 en catégorie 1.1. Il s'agit de la 6e manche de la Coupe de Belgique 2018.

## Équipes
| WorldTeams (3)- Lotto Soudal - Quick-Step Floors - Lotto NL-Jumbo Équipes continentales professionnelles (9)- Wanty-Groupe Gobert - Sport Vlaanderen-Baloise - Vérandas Willems-Crelan - WB-Aqua Protect-Veranclassic - Roompot-Nederlandse Loterij - Cofidis, Solutions Crédits - Aqua Blue Sport - Israel Cycling Academy - Vital Concept Équipes continentales (11)- Cibel-Cebon - Marlux-Bingoal - BEAT Cycling Club - Bennelong-SwissWellness-Cervélo - Drapac-Pat's Veg Holistic Development - Metec-TKH Continental Cyclingteam p/b Mantel - SEG Racing Academy - Tarteletto-Isorex - Differdange-Losch - Sovac-Natura4Ever - T.Palm-Pôle Continental Wallon Équipe nationale- Belgique |
| |

## Classement final
| \| Classement général \| Classement général \| Classement général \| Classement général \| Classement général \| \| Coureur \| Coureur \| Pays \| Équipe \| Temps \| \| ------------------ \| ------------------ \| ------------------ \| ---------------------------- \| ------------------ \| \| 1er \| Danny van Poppel \| Pays-Bas \| LottoNL-Jumbo \| 4 h 30 min 40 s \| \| 2e \| Fabio Jakobsen \| Pays-Bas \| Quick-Step Floors \| + 0 s \| \| 3e \| Sean De Bie \| Belgique \| Verandas Willems-Crelan \| + 0 s \| \| 4e \| Hugo Hofstetter \| France \| Cofidis, Solutions Crédits \| + 0 s \| \| 5e \| Kris Boeckmans \| Belgique \| Vital Concept \| + 0 s \| \| 6e \| Timothy Dupont \| Belgique \| Wanty-Groupe Gobert \| + 0 s \| \| 7e \| Kevyn Ista \| Belgique \| WB-Aqua Protect-Veranclassic \| + 0 s \| \| 8e \| August Jensen \| Norvège \| Israel Cycling Academy \| + 0 s \| \| 9e \| Jasper Stuyven \| Belgique \| Trek-Segafredo \| + 0 s \| \| 10e \| Tosh Van der Sande \| Belgique \| Lotto-Soudal \| + 0 s \| |                    |          |                              |                 |
| |                    |          |                              |                 |
| Source : ProCyclingStats |                    |          |                              |                 |
| Classement général |                    |          |                              |                 |
| Coureur | Coureur            | Pays     | Équipe                       | Temps           |
| 1er | Danny van Poppel   | Pays-Bas | LottoNL-Jumbo                | 4 h 30 min 40 s |
| 2e | Fabio Jakobsen     | Pays-Bas | Quick-Step Floors            | + 0 s           |
| 3e | Sean De Bie        | Belgique | Verandas Willems-Crelan      | + 0 s           |
| 4e | Hugo Hofstetter    | France   | Cofidis, Solutions Crédits   | + 0 s           |
| 5e | Kris Boeckmans     | Belgique | Vital Concept                | + 0 s           |
| 6e | Timothy Dupont     | Belgique | Wanty-Groupe Gobert          | + 0 s           |
| 7e | Kevyn Ista         | Belgique | WB-Aqua Protect-Veranclassic | + 0 s           |
| 8e | August Jensen      | Norvège  | Israel Cycling Academy       | + 0 s           |
| 9e | Jasper Stuyven     | Belgique | Trek-Segafredo               | + 0 s           |
| 10e | Tosh Van der Sande | Belgique | Lotto-Soudal                 | + 0 s           |